# EMD DDA40X
A EMD DDA40X é uma locomotiva diesel-elétrica de oito eixos e 6.600 hp de potência (4.943 kW) construída pela Electro-Motive Diesel (EMD) de 1969 a 1971 exclusivamente para a Union Pacific Railroad. É considerada a maior, a mais pesada e a mais potente locomotiva diesel-elétrica já construída, com dois motores primários a diesel 16-645E3A montados em um único chassi. A Union Pacific marcou DD40X no exterior da cabine, enquanto no catálogo oficial da EMD ela se refere inconsistentemente a este modelo como DD-40X (com hífen) ou DDA40X. Ela recebeu seu apelido clássico de Centennial (Centenária) para comemorar o 100º aniversário da conclusão da Primeira Ferrovia Transcontinental em Promontory, Utah.

## Produção

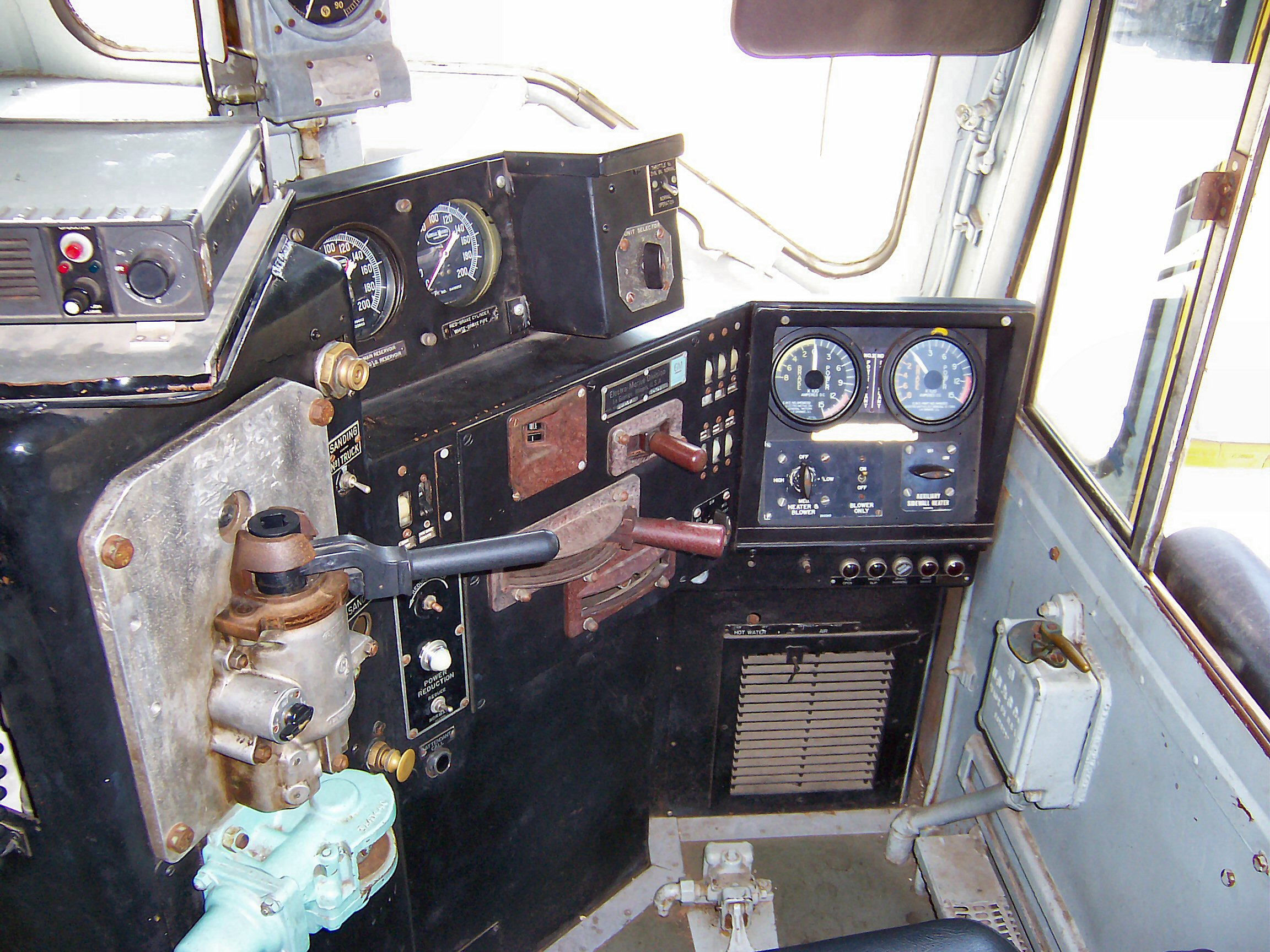
Vista do painel de comando.

Um total de 47 locomotivas foram construídas com a numeração de 6900-6946. As siglas DD definiam o arranjo de rodas D-D), a sigla A definia o tipo de  gerador de tração de corrente alternada; alternador), a sigla 40  definia o motor primário da série 40 da EMD modelo 16-645E e o X definia seu caráter experimental.
As locomotivas Centennial da Union Pacific são as maiores, as mais pesadas e as mais potentes locomotivas diesel-elétricas que já existiram, feita para rodar na linha de bitola standard (1.435mm) da UP puxando velozes trens de passageiros ou pesados trens de carga a velocidades de até 144 km/h (90 mph). Esses gigantes a diesel dominaram as linhas de trem ocidentais da ferrovia de 1970 até o início de 1980 e foram vistos em todos os trens mais importantes da ferrovia.
Seus 8 motores de tração são alimentados por 2 enormes motores primários V16 que, em conjunto, produzem uma potência total de 6600 hp. Foi chamada de sucessora da locomotiva a vapor "Big-Boy", que também rodou na UP e que na sua época foi uma das maiores locomotivas que já existiu.
Suas antecessoras foram as DD35 e DD35A, ambas máquinas com truques D-D com 5000 hp e suas concorrentes foram as GE U50B de 5000 hp e a ALCO C-855 de 5500 hp, ambas com arranjo de rodas B-B+B-B.

## Saída e Volta ao Serviço

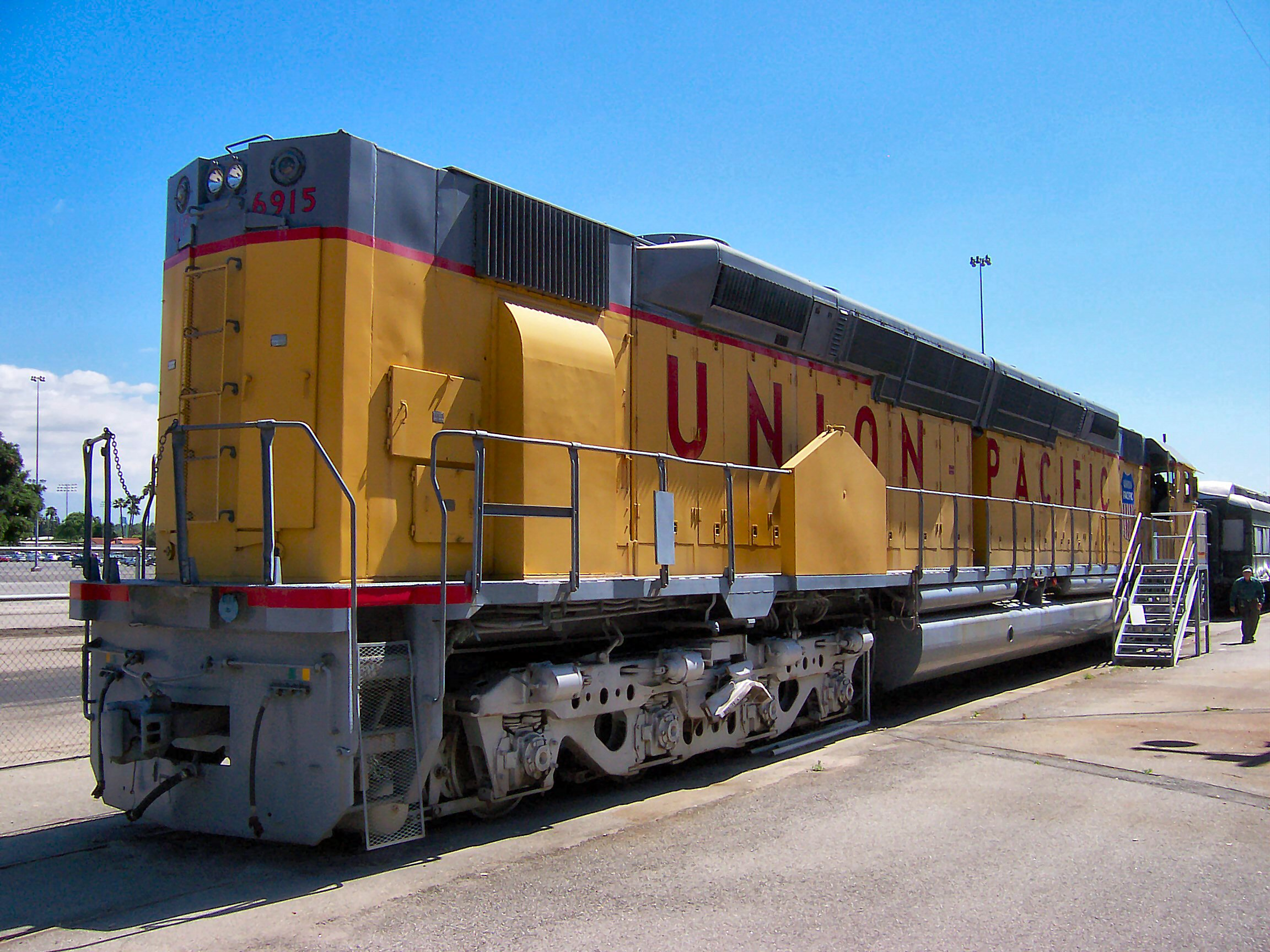
Vista da parte traseira.

Os altos custos de manutenção devido à alta quilometragem dessas unidades exclusivas juntamente com a severa crise de negócios em 1980 foram os principais motivos para a UP retirar essa locomotiva de operação. Muitas das unidades acumularam até 2,2 milhões de milhas. As unidades mais novas tinham apenas nove anos e as mais antigas tinham 11 anos de idade. 
Em maio de 1980, com a rescisão econômica do pais e após apenas uma década de serviço, 25 unidades foram colocadas em um armazém em Council Bluffs, Iowa, e 12 foram armazenadas em North Platte, Nebraska. Em outubro de 1980, relatórios da imprensa ferroviária mostraram que as 37 unidades armazenadas no sistema foram transferidas para Las Vegas, Nevada. Mas oito unidades continuavam na ativa até fevereiro de 1981. Em abril e maio de 1983, com todas as 45 unidades estavam em armazenamento em Yermo, California.
No final de 1983, a recessão econômica do início dos anos 80 estava lentamente chegando ao fim, e o tráfego ferroviário estava aumentando. A UP logo se viu parando trens por falta de locomotivas para puxá-los. A UP resolveu devolver as Centenárias ao serviço regular, especialmente aquelas que estavam em boas condições ou que podiam ser levadas rapidamente a boas condições.
No final de fevereiro de 1984, a UP começou a transferir 40 das Centenárias dos armazéns de Yermo para Salt Lake City, e para North Platte, para retorná-los ao serviço. Destas 40 locomotivas, 15 se mostraram inservíveis e a partir de 24 de junho de 1984, começaram a ser desmontadas para servirem de fornecedoras de peças de reposição para manter as 25 unidades operacionais em funcionamento. Cada uma dessas 25 unidades foi autorizada a operar em qualquer parte do sistema da Union Pacific que não operasse por cabos aéreos de energia, a partir de  outubro de 1984. (o sistema de cabos ainda eram necessários entre Nampa, Idaho e Portland, Oregon, até setembro de 1985).
No final de 1984, o surto de tráfego havia acabado e todas as 25 unidades operacionais foram retiradas de serviço em 23 de dezembro de 1984. Algumas ainda resistiram 14 unidades tiveram um serviço limitado nos meses seguintes, mas no início de abril de 1985 todos as 6900 estavam oficialmente fora de serviço.

## Unidades sobreviventes
Atualmente 13 unidades da DDA40X ainda existem. Onze unidades foram oficialmente preservadas. Uma unidade, ou melhor, o esqueleto de uma unidade, fica abandonado em Chamberlain (Dacota do Sul), nos trilhos da Dakota Southern Railroad, sem seus motores, alternadores e módulos de tração. Outra unidade, UP 6936, permanece em eventual operação na Frota do Patrimônio. 
- 6900 - Parque Kenefick, Omaha, Nebraska. A primeira DDA40X construída.
- 6901 - Parque Ross, Pocatello, Idaho. A segunda DDA40X construída.
- 6911 - Museu de Tecnologia do México, Cidade do México.
- 6913 - Museu da Ferrovia Americana, Frisco, Texas.
- 6915 - Unidade do Sul da California da Sociedade Histórica das Ferroviárias e Locomotivas, Pomona, Califórnia.
- 6916 - Museu Ferroviário do Estado de Utah, Ogden, Utah.
- 6922 - Parque Cody, North Platte, Nebraska.
- 6925 - Armazenada no pátio ferroviário da Dakota Southern Railway, localizado em Chamberlain Dakota do Sul. Foi usada para reposição de peças e armazenamento de combustível até finalmente ser comprada em 2025 por uma ferrovia privada para restauração.
- 6930 - Museu Ferroviário de Illinois,Union, Illinois. Usado apenas como cabine de controle; motores e aparelhagem elétrica não estão operacionais atualmente .
- 6936 - Em serviço na Frota do Patrimônio da Union Pacific.[7]
- 6938 - North Little Rock, Arkansas. Ficando estacionada em frente a Fábrica de Locomotivas Jenks.
- 6944 - Museu dos Transportes, St. Louiss, Missouri. Teve reparos externos em Altoona, Pensilvânia em julho de 2014, concluídos em maio de 2015. A locomotiva retornou a St. Louis em junho de 2015.
- 6946 - Western Pacific Railroad Museum, em Portola, Califórnia. A última DDA40X construída. Esta locomotiva está bastante completa.